# Гуд (Каліфорнія)
Гуд (англ. Hood) — переписна місцевість (CDP) в США, в окрузі Сакраменто штату Каліфорнія. Населення — 244 особи (2020).

## Географія
Гуд розташований за координатами 38°22′9″ пн. ш. 121°30′56″ зх. д. / 38.36917° пн. ш. 121.51556° зх. д. (38.369291, -121.515488).  За даними Бюро перепису населення США в 2010 році переписна місцевість мала площу 0,82 км², уся площа — суходіл.

## Демографія
Згідно з переписом 2010 року, у переписній місцевості мешкала 271 особа в 104 домогосподарствах у складі 67 родин. Густота населення становила 332 особи/км².  Було 112 помешкання (137/км²).
Расовий склад населення:
| - 49,8 % — білих - 5,5 % — корінних американців - 5,5 % — азіатів - 0,4 % — вихідців з тихоокеанських островів - 25,8 % — осіб інших рас |

До двох чи більше рас належало 12,9 %. Частка іспаномовних становила 50,6 % від усіх жителів.
За віковим діапазоном населення розподілялося таким чином: 23,2 % — особи молодші 18 років, 63,9 % — особи у віці 18—64 років, 12,9 % — особи у віці 65 років та старші. Медіана віку мешканця становила 44,1 року. На 100 осіб жіночої статі у переписній місцевості припадало 96,4 чоловіків;  на 100 жінок у віці від 18 років та старших — 96,2 чоловіків також старших 18 років.
Середній дохід на одне домашнє господарство  становив 75 274 долари США (медіана — 76 429), а середній дохід на одну сім'ю — 87 957 доларів (медіана — 78 704). Медіана доходів становила 45 972 долари для чоловіків та 23 846 доларів для жінок. За межею бідності перебувало 3,4 % осіб, у тому числі 0,0 % дітей у віці до 18 років та 0,0 % осіб у віці 65 років та старших.
Цивільне працевлаштоване населення становило 109 осіб. Основні галузі зайнятості: сільське господарство, лісництво, риболовля — 26,6 %, оптова торгівля — 24,8 %, публічна адміністрація — 17,4 %, транспорт — 11,9 %.